# Sekshon Pagá 2018-19
La Sekshon Pagá 2018-19 fue la edición número 93 de la Sekshon Pagá.

## Formato
Los 10 equipos participantes juegan entre sí todos contra todos 2 veces totalizando 18 partidos cada uno, luego de esto 6 primeros se clasificarán a los play-offs kaya 6, donde volverán a jugar entre sí todos contra todos una sola vez y después de lo cual, los primeros 4 pasarán a jugar los play-offs kaya 4: en los play-offs kaya 4 jugarán entre sí todos contra todos una vez; los 2 primeros se clasificarán a la final donde el campeón, de cumplir con los requisitos establecidos se clasificará a la CONCACAF Caribbean Club Shield 2020.

## Temporada Regular
Actualizado el 11 de junio de 2019.
| Pos. | Equipo                  | PJ | PG | PE | PP | GF | GC | DG  | Pts. | Clasificado a    |
| ---- | ----------------------- | -- | -- | -- | -- | -- | -- | --- | ---- | ---------------- |
| 1    | RKSV Scherpenheuvel     | 18 | 13 | 2  | 3  | 34 | 12 | +22 | 41   | Play-offs Kaya 6 |
| 2    | RKSV Centro Dominguito  | 18 | 10 | 5  | 3  | 26 | 19 | +7  | 35   | Play-offs Kaya 6 |
| 3    | CRKSV Jong Holland      | 18 | 9  | 3  | 6  | 28 | 24 | +4  | 30   | Play-offs Kaya 6 |
| 4    | UNDEBA                  | 18 | 7  | 6  | 5  | 33 | 24 | +9  | 27   | Play-offs Kaya 6 |
| 5    | CSD Barber              | 18 | 6  | 4  | 8  | 33 | 27 | +6  | 25   | Play-offs Kaya 6 |
| 6    | SV Vesta                | 18 | 7  | 4  | 7  | 29 | 26 | +3  | 25   | Play-offs Kaya 6 |
| 7    | CVV Willemstad          | 18 | 6  | 5  | 7  | 23 | 21 | +2  | 23   |                  |
| 8    | SV Victory Boys         | 18 | 4  | 7  | 7  | 15 | 22 | -7  | 19   |                  |
| 9    | SV SUBT                 | 18 | 5  | 3  | 10 | 22 | 30 | -8  | 18   |                  |
| 10   | CRKSV Jong Colombia (D) | 18 | 1  | 3  | 14 | 14 | 52 | -38 | 6    | Descenso         |

## Play-Offs Kaya 6
Actualizado el 18 de julio de 2019.
| Pos. | Equipo                 | PJ | PG | PE | PP | GF | GC | DG  | Pts. | Clasificado a    |
| ---- | ---------------------- | -- | -- | -- | -- | -- | -- | --- | ---- | ---------------- |
| 1    | RKSV Scherpenheuvel    | 5  | 3  | 2  | 0  | 6  | 3  | +3  | 11   | Play-offs Kaya 4 |
| 2    | SV Vesta               | 5  | 3  | 1  | 1  | 9  | 4  | +5  | 10   | Play-offs Kaya 4 |
| 3    | CSD Barber             | 5  | 2  | 3  | 0  | 6  | 3  | +3  | 9    | Play-offs Kaya 4 |
| 4    | CRKSV Jong Holland     | 5  | 2  | 1  | 2  | 5  | 3  | +2  | 7    | Play-offs Kaya 4 |
| 5    | RKSV Centro Dominguito | 5  | 1  | 1  | 3  | 3  | 6  | -3  | 4    |                  |
| 6    | UNDEBA                 | 5  | 0  | 0  | 5  | 2  | 14 | -12 | 0    |                  |

## Play-offs Kaya 4
Actualizado el 4 de Agosto de 2019
| Pos. | Equipo              | PJ | PG | PE | PP | GF | GC | DG | Pts. | Clasificado a |
| ---- | ------------------- | -- | -- | -- | -- | -- | -- | -- | ---- | ------------- |
| 1    | RKSV Scherpenheuvel | 3  | 2  | 1  | 0  | 8  | 2  | +6 | 7    | Final         |
| 2    | SV Vesta            | 3  | 1  | 2  | 0  | 4  | 2  | +2 | 5    | Final         |
| 3    | CSD Barber          | 3  | 1  | 1  | 1  | 5  | 5  | 0  | 4    |               |
| 4    | CRKSV Jong Holland  | 3  | 0  | 0  | 3  | 2  | 10 | -8 | 0    |               |

## Final
| Local               | Resultado      | Visita       | Fecha                |
| ------------------- | -------------- | ------------ | -------------------- |
| RKSV Scherpenheuvel | 0 - 0 (1:3 p.) | SV Vesta (C) | 11 de agosto de 2019 |